# Canton d'Aubervilliers
Le canton d'Aubervilliers est une circonscription électorale française du département de la Seine-Saint-Denis recréée par le décret du 21 février 2014, et qui succède aux anciens cantons d'Aubervilliers-Ouest et d'Aubervilliers-Est. 
Elle tient lieu de circonscription d'élection des conseillers départementaux et entre en vigueur lors des élections départementales de 2015.

## Histoire

### Conseillers généraux des anciens cantons d'Aubervilliers

#### 1recirconscription(Aubervilliers)
Canton créé par la loi du 14 avril 1893[réf. nécessaire]. Communes de Aubervilliers, La Courneuve et Dugny.
| Période                             | Période                          | Identité                        | Étiquette         | Qualité |
| ----------------------------------- | -------------------------------- | ------------------------------- | ----------------- | --- |
| 1893                                | 1904                             | Achille Domart (1832-1909)      | Républicain       | Propriétaire Maire d'Aubervilliers (1884-1904), conseiller d'arrondissement |
| 1904                                | 1924 (décès)                     | Edouard Poisson (1853-1924)     | Rad.              | Instituteur Maire adjoint puis Maire (1905-1919) d'Aubervilliers |
| 1925                                | 1929                             | Maurice Foulon                  | Soc.ind.          | Instituteur Premier adjoint au maire d'Aubervilliers Député (1928-1936) Sous-Secrétaire d'Etat au Travail et à la Prévoyance sociale du 27 janvier 1931 au 16 février 1932 Sous-Secrétaire d'Etat à l'Intérieur du 20 février au 10 mai 1932 |
| 1929                                | 1935                             | Paul Herson (1883-?)            | PRS puis Soc.ind. | Négociant en papier Adjoint au maire d'Aubervilliers |
| 1935                                | 1940 (déchu le 1er février 1940) | Émile Dubois (1886-1957)        | PC-SFIC           | Ouvrier gazier |
|                                     |                                  |                                 |                   | |
| 16 décembre 1941 (nommé par décret) | 20 décembre 1941 (démission)     | Paul-Georges Dromer (1902-1970) |                   | Magasinier, et employé du tramway, Aubervilliers |
| 1941                                | 1944                             | François Cébron (1885-1969)     |                   | Musicien professionnel Secrétaire général de la Fédération nationale du Spectacle |
|                                     |                                  |                                 |                   | |
| 1945 Décret du 12 mars 1945         | 1945                             | Marguerite Lamy (1913-1979)     | PCF               | Secrétaire, veuve de Gaëtan Lamy, fusillé le 21 septembre 1942 au Mont-Valérien Adjointe au maire d'Aubervilliers (1945-1959) |

#### 2ecirconscription(Le Bourget,La Courneuve,Dugny,Stains)
| Période                     | Période                          | Identité                    | Étiquette | Qualité                                                       |
| --------------------------- | -------------------------------- | --------------------------- | --------- | ------------------------------------------------------------- |
| 1925                        | 1935                             | Jules Dupoisot (1873-1950)  | Soc.ind.  | Négociant en vins Maire de La Courneuve (1912-1936)           |
| 1935                        | 1938 (démission)                 | Charles Tillon              | PC-SFIC   | Ancien ajusteur Député (1936-1940)                            |
| 1938                        | 1940 (déchu le 1er février 1940) | Maurice Léonard (1904-1975) | PC-SFIC   | Fournier                                                      |
|                             |                                  |                             |           |                                                               |
| 1941 (nommé par décret)     | 1944                             | Marcel Boucher (1903-1973)  |           | Secrétaire du Syndicat des ports et docks Pavillons-sous-Bois |
|                             |                                  |                             |           |                                                               |
| 1945 Décret du 12 mars 1945 | 1945                             | Maurice Léonard             | PCF       | Maire de La Courneuve (1945-1947)                             |

#### 3ecirconscription(créée en 1935)
| Période                 | Période                         | Identité                     | Étiquette | Qualité |
| ----------------------- | ------------------------------- | ---------------------------- | --------- | --- |
| 1935                    | 1940 (déchu le 23 février 1940) | Jean Chardavoine (1905-1981) | PC-SFIC   | Manœuvre spécialisé à la Compagnie des Chemins de Fer du Nord Maire de Stains (1935-1939) Révoqué par le Gouvernement de Vichy |
|                         |                                 |                              |           | |
| 1941 (nommé par décret) | 1944                            | Romain Lavielle (1888-1970)  |           | Directeur commercial |

### Conseillers d'arrondissement du canton d'Aubervilliers (1893 à 1925)
| Période                                  | Période           | Identité                                   | Étiquette               | Qualité                                                                                |
| ---------------------------------------- | ----------------- | ------------------------------------------ | ----------------------- | -------------------------------------------------------------------------------------- |
| 1893                                     | 1899              | Philippe Roux                              | Rad.                    | Entrepreneur de travaux publics, maire de La Courneuve (1884-1908)                     |
| 1899                                     | 1913              | Louis Jean-Baptiste Puifferrat (1852-1949) | Rad.                    | Entrepreneur de maçonnerie, conseiller municipal d'Aubervilliers                       |
| 1913                                     | 1923              | Paul Aublé                                 | SFIO puis PC-SFIC       | Ouvrier mouleur à Stains                                                               |
| 1923                                     | 1923 (annulation) | André Marty                                | soutien PC-SFIC et SFIO | Mutin de la Mer Noire                                                                  |
|                                          |                   |                                            |                         | Les conseils d'arrondissement de la Seine ont été supprimés par la loi du 29 mai 1925. |
| Les données manquantes sont à compléter. |                   |                                            |                         |                                                                                        |

Le canton d'Aubervilliers exista jusqu'à sa division en 1967, lors de la création du département de la Seine-Saint-Denis, où furent créés les cantons d'Aubervilliers-Ouest et d'Aubervilliers-Est.
Un nouveau découpage territorial de la Seine-Saint-Denis entre en vigueur à l'occasion des premières élections départementales suivant le décret du 21 février 2014. Les conseillers départementaux sont, à compter de ces élections, élus au scrutin majoritaire binominal mixte. Les électeurs de chaque canton élisent au Conseil départemental, nouvelle appellation du Conseil général, deux membres de sexe différent, qui se présentent en binôme de candidats. Les conseillers départementaux sont élus pour 6 ans au scrutin binominal majoritaire à deux tours, l'accès au second tour nécessitant 12,5 % des inscrits au 1er tour. En outre, la totalité des conseillers départementaux est renouvelée. Ce nouveau mode de scrutin nécessite un redécoupage des cantons dont le nombre est divisé par deux avec arrondi à l'unité impaire supérieure si ce nombre n'est pas entier impair, assorti de conditions de seuils minimaux. En Seine-Saint-Denis, le nombre de cantons passe ainsi de 40 à 21.
Le nouveau canton d'Aubervilliers est formé d'une commune entière, Aubervilliers, antérieurement répartie dans deux cantons supprimés, le canton d'Aubervilliers-Est et le canton d'Aubervilliers-Ouest. Il est entièrement inclus dans l'arrondissement de Saint-Denis. Le bureau centralisateur est situé à Aubervilliers.

## Représentation

### Saint-Denis-est (Aubervilliers,Noisy-le-Sec,Pantin,Bagnolet,Bobigny):11 sièges
| Période | Période | Identité                      | Étiquette                | Qualité |
| ------- | ------- | ----------------------------- | ------------------------ | --- |
| 1945    | 1953    | Emile Dubois (1886-1957)      | PCF                      | Ouvrier gazier, Aubervilliers Ancien conseiller général de la Seine (1935-1940)                                                                    |
| 1945    | 1953    | Henri Quatremaire (1899-1982) | PCF                      | Peintre en bâtiment Maire de Noisy-le-Sec (1944-1947)                                                                                              |
| 1945    | 1953    | Maurice Léonard (1904-1975)   | PCF                      | Fournier Maire de La Courneuve (1945-1947) Ancien conseiller général de la Seine (1935-1940)                                                       |
| 1945    | 1953    | Jean Chardavoine              | PCF                      | Manœuvre spécialisé à la Compagnie des chemins de fer du Nord Ancien conseiller général de la Seine (1935-1940) Ancien maire de Stains (1935-1940) |
| 1945    | 1953    | Pierre Kérautret (1899-1967)  | PCF                      | Forgeron à la Compagnie du gaz de Paris Maire de Romainville (1935-1960 et 1944-1966)                                                              |
| 1945    | 1953    | Paul Coudert (1892-1985)      | PCF                      | Ouvrier sculpteur sur bois Maire de Bagnolet (1928-1940 et 1944-1959) Ancien conseiller général de la Seine (1929-1935, 1936-1940)                 |
| 1945    | 1953    | Maurice Coutrot               | SFIO                     | Employé Maire de Bondy (1945-1967) |
| 1945    | 1953    | René Boin (1887-1972)         | SFIO                     | Instituteur puis directeur d'école à Stains |
| 1945    | 1953    | Joseph Dumas                  | MRP                      | Ancien ouvrier ajusteur, député (1946-1955) |
| 1945    | 1953    | Gaston Fayolle (1895-1964)    | MRP                      | Ancien lieutenant au 34e régiment d'aviation, Les Pavillons-sous-Bois                                                                              |
| 1945    | 1953    | Marcel Labre (1908-2005)      | Réconciliation française | Artisan plombier |

### Secteur 5:Aubervilliers,Pantin,Saint-Denis:8 sièges
| Période | Période      | Identité                   | Étiquette          | Qualité |
| ------- | ------------ | -------------------------- | ------------------ | --- |
| 1953    | 1959         | René Boin (1887-1972)      | SFIO               | Instituteur retraité Conseiller municipal de Stains                                                                |
| 1953    | 1959         | Paul Coudert               | PCF                | Maire de Bagnolet                                                                                                  |
| 1953    | 1959         | Roger Daugeron (1910-1971) | MRP                | Avocat à la Cour d'Appel de Paris, propriétaire à Saint-Denis                                                      |
| 1953    | 1957 (décès) | Émile Dubois (1886-1957)   | PCF                | Maire d'Aubervilliers (1952-1957)                                                                                  |
| 1953    | 1959         | Auguste Gillot             | PCF                | Maire de Saint-Denis                                                                                               |
| 1953    | 1959         | Marcel Labre               | Centre républicain | Artisan plombier                                                                                                   |
| 1953    | 1959         | Jean Lolive                | PCF                | Maçon, briquetier, cimentier Sénateur de la Seine (en 1958) Député (de 1958 à 1968) Maire de Pantin de 1959 à 1968 |
| 1953    | 1959         | Pierrette Petitot          | PCF                | Maire de Villetaneuse                                                                                              |
| 1957    | 1959         | André Karman               | PCF                | Fraiseur Maire d'Aubervilliers (1957-1984) (en remplacement d'Émile Dubois, décédé)                                |

| Période                                          | Période | Identité                    | Étiquette | Qualité                           |
| ------------------------------------------------ | ------- | --------------------------- | --------- | --------------------------------- |
| 1959 23e secteur Aubervilliers-Sud-Bobigny       | 1967    | André Karman                | PCF       | Maire d'Aubervilliers (1957-1984) |
| 1959 24e secteur Aubervilliers-Nord-La Courneuve | 1967    | Gilbert Chardon (1921-1990) | PCF       | Maire-adjoint de La Courneuve     |

### Conseillers départementaux depuis 2015
| Période élective | Période élective | Mandat | Mandat   | Identité        | Nuance | Nuance | Qualité |
| ---------------- | ---------------- | ------ | -------- | --------------- | ------ | ------ | --- |
| 2015             | 2021             | 2015   | 2021     | Pascal Beaudet  |        | PCF    | Ancien instituteur Ancien conseiller général du canton d'Aubervilliers-Est (2011 → 2015) Ancien maire d'Aubervilliers (2003 → 2008 et 2014 → 2016)      |
| 2015             | 2021             | 2015   | 2021     | Meriem Derkaoui |        | PCF    | Fonctionnaire territoriale Ancienne maire d'Aubervilliers (2016 → 2020) 2e vice-présidente du conseil départemental chargée de la culture (2015 → 2021) |
| 2021             | 2028             | 2021   | en cours | Karine Franclet |        | UDI    | Principale de collège Maire d'Aubervilliers (2020 → ) Conseillère régionale d'Île-de-France (2015 → 2021)                                               |
| 2021             | 2028             | 2021   | en cours | Samuel Martin   |        | LR     | Consultant et dirigeant de société Adjoint au maire d'Aubervilliers (2020 → )                                                                           |

### Résultats détaillés

#### Élections de mars 2015
À l'issue du 1er tour des élections départementales de 2015, deux binômes sont en ballottage : Pascal Beaudet et Meriem Derkaoui (PCF, 31,54 %) et Tahar Raaf et Évelyne Yonnet (Union de la Gauche, 25,3 %). Le taux de participation est de 28,82 % (7 849 votants sur 27 236 inscrits) contre 36,83 % au niveau départemental et 50,17 % au niveau national. 
Au second tour, Pascal Beaudet et Meriem Derkaoui (PCF) sont élus avec 100 % des suffrages exprimés, le binôme présenté par le PS et EELV s'étant retiré en leur faveur, et un taux de participation de 21,64 % (4 257 voix pour 5 893 votants et 27 236 inscrits).

#### Élections de juin 2021
Le premier tour des élections départementales de 2021 est marqué par un très faible taux de participation (33,26 % au niveau national). Dans le canton d'Aubervilliers, ce taux de participation est de 23,42 % (7 010 votants sur 29 926 inscrits) contre 24,35 % au niveau départemental. À l'issue de ce premier tour, deux binômes sont en ballottage : Karine Franclet et Samuel Martin (Union à droite, 41,54 %) et Anthony Daguet et Corinne Narassiguin (Union à gauche avec des écologistes, 23,47 %).
Le second tour des élections est marqué une nouvelle fois par une abstention massive équivalente au premier tour. Les taux de participation sont de 34,36 % au niveau national, 26,47 % dans le département et 25,46 % dans le canton d'Aubervilliers. Karine Franclet et Samuel Martin (Union à droite) sont élus avec 55,04 % des suffrages exprimés (3 989 voix pour 7 620 votants et 29 924 inscrits),,. 

## Composition
- L'ancien canton d'Aubervilliers, créé en 1893, comprenait les communes suivantes :

Aubervilliers, La Courneuve, Dugny, Pierrefitte-sur-Seine, Stains et Villetaneuse.
- Le nouveau canton d'Aubervilliers comprend une commune entière[9].

| Nom                                   | Code Insee | Intercommunalité         | Superficie (km2) | Population (dernière pop. légale) | Densité (hab./km2) | Modifier                                    |
| ------------------------------------- | ---------- | ------------------------ | ---------------- | --------------------------------- | ------------------ | ------------------------------------------- |
| Aubervilliers (bureau centralisateur) | 93001      | Métropole du Grand Paris | 5,76             | 89 489 (2022)                     | 15 536             | modifier les données · modifier les données |
| Canton d'Aubervilliers                | 9301       |                          |                  | 89 489 (2022)                     |                    | modifier les données                        |

## Démographie
En 2022, le canton comptait 89 489 habitants, en évolution de +3,98 % par rapport à 2016 (Seine-Saint-Denis : +4,67 %, France hors Mayotte : +2,11 %).
| 2013   | 2018   | 2022   |
| ------ | ------ | ------ |
| 77 452 | 87 572 | 89 489 |